# Pokolba taszítva
A Pokolba taszítva (eredeti cím: Drag Me to Hell)   2009-ben bemutatott amerikai természetfeletti horrorfilm, melynek rendezője és társproducere Sam Raimi. A főszerepet Alison Lohman, Justin Long, Lorna Raver, Adriana Barraza és Dileep Rao alakítja.
Az Amerikai Egyesült Államokban 2009. május 29-én mutatták be a mozikban, Magyarországon három hónappal később, augusztus 13-án a Budapest Film forgalmazásában.
A filmet Raimi írta a testvérével, Ivannal, akivel ezelőtt a Pókember című filmen dolgozott együtt. A film premierje a Cannes-i Filmfesztiválon volt, ahol kritikai elismerést szerzett, valamint kasszasikert is elért; világszerte több mint 90 millió dolláros bevételt hozott a 30 milliós költségvetésével szemben. Továbbá elnyerte a legjobb horrorfilmnek járó 2009-es Horror nagydíjat.

## Történet
|  | Alább a cselekmény részletei következnek! |

1969, Pasadena, Kalifornia. Néhányan arra törekednek, hogy segítséget kapjanak a város legjobb médiumától, Shaun San Denától (Flor de Maria Chahua), mondván, hogy egy fiú már hallja a gonosz szellemek hangját, amióta ellopott egy ezüstnyakláncot a cigányok társaságából. San Dena segít a családnak elvégezni a szeánszot, de hamar megtámadja őket egy láthatatlan erő, ami magával ragadja a fiút a pokol gyomrába. A médium elmondja, hogy majd ismét "találkozunk" egy napon.
Los Angeles, napjainkban. Egy banki hitelügyintéző, Christine Brown (Alison Lohman) azt reméli, hogy valamikor kinevezik igazgatói asszisztensnek, csakhogy a munkatársa, Stu Robin is harcol a posztért. A főnöke, Jim Jacks, azt tanácsolja a nőnek, hogy bizonyítson; lássa a döntéseket hozó, kapó promóciókat. Christine-t hamarosan megkeresi egy idős cigányasszony, Sylvia Ganush (Lorna Raver), aki arra kéri őt, hogy hosszabbítsa meg a házán lévő jelzáloghitelét. Bár Christine-nek szimpatikus a válságban szenvedő öregasszony, de ennek ellenére mégis elutasítja a meghosszabbítást, ezzel bizonyítva a főnöke szemében. Ganush a nő előtt letérdelve könyörög, hogy nem vehetik el tőle a házat, mert nincs hová mennie. Nem akar menni öregek otthonába, és a lányát sem szeretné terhelni pénzkölcsönkéréssel. Hamar eldurvul a helyzet – Christine megijed az asszony agresszivitásától; az iratait ledobja az asztalra, majd őt hibáztatja mindenért; elmondja neki hogy "megszégyenítette", valamint megfogadja, hogy bosszút fog állni, ekkor kísérik ki a biztonságiak az ajtón. Jim bókokkal illeti Chritine-t, hogy helyesen kezelte a helyzetet.
Amikor Christine a bank parkolóházába megy, hogy hazavezessen, Ganush megtámadja őt a kocsi hátsó üléséről. Az asszony letép egy gombot Christine kabátjáról, és egy átkot szór rá, majd átnyújtja a nőnek, amitől az elájul. Később a barátjával, Clay Daltonnal (Justin Long) elmennek egy látnokhoz, Rham Jas-hoz jósoltatni, aki elmondja neki, hogy egy gonosz szellem kísérti őt. Otthon Christine-t megtámadja a szellem és rémálmai kezdenek lenni Ganush-al. A következő napon a munkahelyén, ordítani kezd Stu-val és az orrából erősen spriccelni kezd a vér az asztalra, ami a főnökére is csapódik. Ekkora elfut, majd Stu titokban egy fájlt elcsen Christine asztaláról.
Christine elmegy Ganush házához, hogy beszéljen vele, de megtudja a lányától, hogy az előző este meghalt. Christine visszatér Rham Jas-hoz, majd a férfi elmagyarázza neki, hogy mindaddig, amíg Christine a tulajdonosa az elátkozott tárgynak, ő lesz a gazdája, és a Lamia (amely megeszi az áldozatait) nevezetű hatalmas démon kísérteni fogja, aki három napig kínozza az áldozatát, mielőtt a pokol örökkévalóságába kerülne. Azt javasolja, hogy hozzon áldozatot, amitől a démon megnyugszik egy időre. Kétségbeesetten, hogy leállítsa a támadásokat, Christine vonakodva feláldozza a háziállatát, egy cicát. Az éjszaka folyamán Clay szüleinél vacsorázik a fiatal pár, ám a Lamia ismét gyötörni kezdi a nőt, de ezúttal az illúziók segítségével, majd Daltonék elkezdenek tartani a nő viselkedésétől.
Christine visszatér Rham Jashoz, és elmondja neki, hogy Shaun San Dena képes kockáztatni az életét, csakhogy megállítsa a gonosz démont, 10,000 dollár ellenében. San Dena egy szeánszcsapdát készít a Lamia szellemének egy kecskét feláldozva; lehetővé teszik neki, hogy a teste a kecskébe költözzön, hogy aztán megölhessék. Rham Jas próbálja a démont meggyőzni, hogy ne lopja el Christine lelkét, emellett megesküszik, hogy soha nem hagyja abba, amíg a nő életben van. Christine ezután ráhelyezi San Dena kezét a kecskére, hogy a lelke belépjen a testébe. San Dena asszisztense, Milos próbálja megölni a kecskét, de megharapja őt és ugyanolyan megszállottá válik, aki megtámadja a szeánsz többi tagját. San Dena elűzi a Lamiat a szeánsz közben, de ő a folyamat során meghal. Christine úgy gondolja, hogy a közegnek sikerült legyőznie a Lamiat, de Rham Jas kifejti, hogy csak a szellemét sikerült elűzni a következő napig. Ezután az átkozott gombot beleteszi egy borítékba, és elmondja a nőnek, hogy csak úgy tud megszabadulni az átok alól, ha elajándékozza valakinek, így az átok az adott személyre száll.
Christine találkozik Stuval és úgy dönt, hogy a borítékot neki adja bosszúból, mert ellopta a munkáját, de végül meggondolja magát, miután látta rajta, hogy milyen szánalmas, könnyes és rémült. Rham Jas útmutatásával Christine megtudja, hogy Ganushnak is oda tudja adni, bár ő meghalt. Christine elmegy a sírjához és felássa, majd az elzárt borítékot a szájába teszi még éppen időben, hajnal előtt; látszólag véget ér az átok.
Christine hazatér, és arra készül, hogy találkozzon Claytonnal a Los Angelesi vonatállomáson, hogy aztán egy hétvégi kirándulásra elutazzanak Santa Barbarára. Hamarosan kap egy üzenetet a főnökétől, aki elmondja neki, hogy az igazgatóhelyettesi pozíció az övé lett, mivel Stu bevallotta, hogy ellopta az asztalán lévő papírmunkáit, emiatt kirúgták a cégtől. Az állomáson, Christine az új kezdet jeleként vásárol egy új kabátot. Clay javaslatát tervezik, de kiderül, hogy Christine összekeverte a borítékokat a kocsijában, még korábban; Christine rájön, hogy egy másik borítékot (amelyikben egy pénzérme volt) tett Ganush szájába, ekkor rájön, hogy még mindig veszélyben van. Elszörnyedve Christine hátrálni kezd és leesik a sínekre. Ahogy a vonat kezd közeledni, egy tüzes kéz jelenik meg a pokolból és lehúzza Christinet a mélybe, egészen addig amíg a lángok el nem tűnnek a valóságban, közben Clay rémülten figyeli a platform felett, hogy az átkozott gomb a kezében van.
|  | Itt a vége a cselekmény részletezésének! |

## Szereplők
| Színész         | Szereplő                         | Magyar hang        |
| --------------- | -------------------------------- | ------------------ |
| Alison Lohman   | Christine Brown                  | Solecki Janka      |
| Justin Long     | Clayton "Clay" Dalton professzor | Dányi Krisztián    |
| Lorna Raver     | Mrs. Sylvia Ganush               | Illyés Mari        |
| Dileep Rao      | Rham Jas                         | Maday Gábor        |
| David Paymer    | Mr. Jim Jacks                    | Konrád Antal       |
| Adriana Barraza | Shaun San Dena                   | Andresz Kati       |
| Chelcie Ross    | Leonard Dalton                   | Rosta Sándor       |
| Molly Cheek     | Trudy Dalton                     | Menszátor Magdolna |
| Reggie Lee      | Stu Rubin                        | Seder Gábor        |

## Fogadtatás és értékelés
A film általánosságban pozitív kritikákat kapott a kritikusoktól. A Metacritic oldalán a film értékelése 32% a 100-ból, amely 81 véleményen alapul. A Rotten Tomatoeson a Pokolba taszítva 92%-os minősítést kapott, 254 értékelés alapján. A film bevételi szempontból jól teljesített, világszerte több mint 90,8 millió dollárt bevételezett, amely a 30 millió dolláros költségvetésével szemben nagyon jó eredmény.